# British South Africa Company Medal
La Medaglia della Compagnia Britannica del Sudafrica (in inglese: British South Africa Company Medal) (1890–1897). Nel 1896, la Regina Vittoria autorizzò il rilascio da parte della British South Africa Company di una medaglia alle truppe che erano state impegnate nella Prima Guerra Matabele. Nel 1897, il premio fu esteso a coloro che erano impegnati nelle due campagne della Seconda Guerra Matabele, vale a dire Rhodesia (1896) e Mashonaland (1897). Le tre medaglie sono le stesse tranne che per il nome della campagna per la quale è stata emessa la medaglia, inciso sul verso.
Nel 1927, il governo della Rhodesia del Sud ha riemesso la medaglia e ha istituito un nuovo fermaglio, per commemorare la Colonna dei Pionieri che operava nel Mashonaland nel 1890. Coloro che in precedenza avevano ricevuto la medaglia dovevano cambiarla con la nuova versione.
La maggior parte delle medaglie vennero conferite a truppe coloniali e locali, piuttosto che a membri dell'esercito britannico regolare.

## Descrizione

### Medaglia
Essa è circolare, realizzata in argento e con un diametro di 36 millimetri. È stato prodotta da Heaton and Company di Birmingham.
Il dritto raffigura un'effigie rivolta a sinistra della regina Vittoria che indossa un diadema e un velo. Intorno al bordo c'è l'iscrizione Victoria Regina.
Il rovescio, disegnato da Richard Caton Woodville Jr, raffigura un leone in carica, ferito al petto con un assegai. In primo piano ci sono armi indigene e uno scudo, sullo sfondo un cespuglio di mimosa e sotto la scena l'iscrizione: BRITISH SOUTH AFRICA COMPANY. La prima campagna ammissibile del destinatario è inscritta in alto su tutte le versioni della medaglia eccetto l'emissione del 1927.
La medaglia è montata su una barra sospesa girevole decorata decorata con quadrifogli, cardi e rose.
Sono stati nominati al destinatario utilizzando una serie di diversi stili incisi e impressi, a seconda di quando è stata emessa la medaglia.

#### Nastro
La medaglia pende da un nastro di seta annaffiato largo 35 millimetri (1,4 pollici) in giallo dorato con tre strisce blu scuro.

## Fermagli
La prima campagna ammissibile del destinatario è iscritta sul retro, MATABELAND 1893, RHODESIA 1896 o MASHONALAND 1897, con qualsiasi campagna successiva indicata da un fermaglio appropriato. L'unica eccezione è la medaglia per Mashonaland 1890, emessa nel 1927, dove sul retro non sono riportati i dettagli della campagna, con tutte le campagne ammissibili rappresentate da un fermaglio.
I quattro fermagli emessi erano:
1. Matabeleland 1893 (Premiato solo con la medaglia del 1927. In origine i destinatari ricevevano la medaglia senza fermaglio, con la campagna incisa sul retro)
2. Rhodesia 1896
3. Mashonaland 1897
4. Mashonaland 1890 (Assegnato nel 1927)

Quattro uomini avevano diritto alla medaglia con tutte e quattro le barre, sebbene ne sia stata emessa solo una. Dodici medaglie vennero invece assegnate con tre barre.

## Destinatari noti
- Robert Baden-Powell: - servizio in: Rhodesia (1896)[5]
- Frederick Russell Burnham: - servizio in: Matabeleland (1893) ; Rhodesia (1896)[6]
- Alexander Godley